# 圣欧班 (加来海峡省)
圣欧班（法語：Saint-Aubin，法語發音：[sɛ̃.t‿obɛ̃] ⓘ）是法国上法蘭西大區加来海峡省的一个市镇，属于蒙特勒伊区。

## 地理
圣欧班（50°27'24"N, 1°39'58"E）面积4.54 平方千米，位于法国上法蘭西大區加来海峡省，该省份为法国北部沿海省份，西北濒北海，南至索姆省，东临北部省。
与圣欧班接壤的市镇（或旧市镇、城区）包括：圣若斯、艾龙圣母村、梅利蒙、索吕。

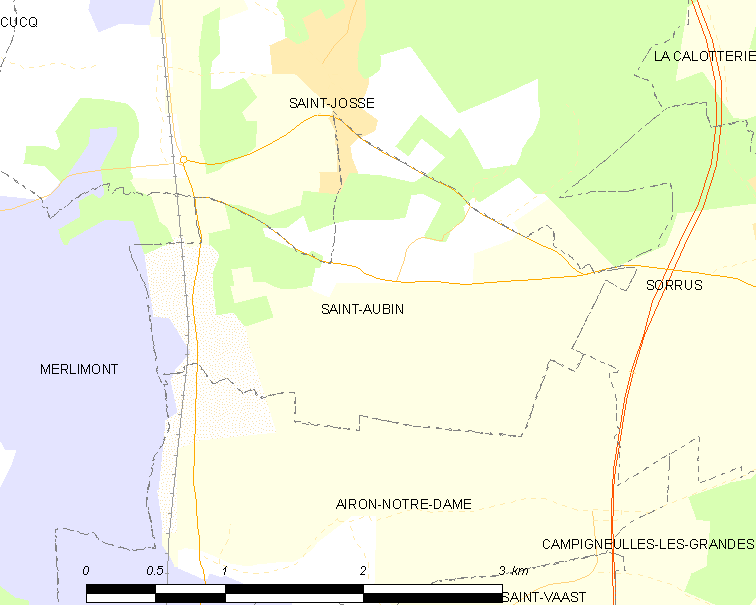
的OSM定位图

圣欧班的时区为UTC+01:00、UTC+02:00（夏令时）。

## 行政
圣欧班的邮政编码为62170，INSEE市镇编码为62742。

## 政治
圣欧班所属的省级选区为埃塔普勒县。

## 人口

1962-2008年间人口变化图示

圣欧班于2022年1月1日时的人口数量为278人。